# Tito Buss
Dom Tito Buss (São Ludgero, 1 de setembro de 1925 — Rio do Sul, 30 de abril de 2013), foi um bispo católico brasileiro e primeiro bispo da diocese de Rio do Sul, em Santa Catarina.

## Biografia
Dom Tito Buss nasceu em São Ludgero/SC, no dia 1º de setembro de 1925. Filho de Hugo Henrique Buss e Isabel Schlickmann Buss. Frequentou a escola primária em sua terra natal e o Seminário Menor em Azambuja – Brusque/SC. O curso filosófico no Seminário Maior de Mariana/MG, de 1945 a 1947. Os estudos teológicos em São Leopoldo/RS, de 1948 a 1951.
Foi ordenado presbítero por Dom Pio de Freitas, Bispo de Joinville, no dia 08 de dezembro de 1951, na Igreja Matriz São Paulo Apóstolo, hoje Catedral Diocesana de Blumenau.
Desde sua ordenação até 1962 foi Professor e Assistente do Seminário Nossa Senhora da Salete, em Salete. Em 1962, Reitor do Seminário Nossa Senhora de Fátima, em Taió. Em Taió coordenou a construção do novo Seminário, transferido de Salete.
De 1962 a 1968, Pe. Tito foi nomeado Pároco da Catedral São Francisco Xavier, em Joinville e Orientador Vocacional e Professor de dogma no Instituto Teológico de Curitiba.
Em Curitiba, foi Pároco da Paróquia Santo Agostinho, que ele mesmo iniciou.
Eleito Bispo da Diocese de Rio do Sul em 12 de março de 1969, foi ordenado no dia 03 de agosto de 1969, assumindo, no mesmo dia, como 1º Bispo Diocesano.
Dom Tito assumiu como Lema Episcopal as palavras do apóstolo Paulo a Tito: “Prega a sã doutrina” (Tt 2,1).
Dom Tito realizou cinco visitas “Ad Limina Apostolorum”. Participou das Assembleias da CNBB Nacional e das Assembleias da CNBB do Regional Sul IV.
Por oito anos, foi representante do episcopado catarinense junto ao Conselho Permanente da CNBB.
Nos trinta e um anos de Bispo Diocesano, Dom Tito criou as Paróquias de Agronômica, Presidente Nereu, Vitor Meireles, Benedito Novo, Canoas, Canta Galo, Boa Vista, Rua XV e Santana, em Rio do Sul.
Até junho de 2007, Dom Tito conferiu o Sacramento da Crisma a 111.333 jovens, em 975 celebrações. Presidiu, em seu ministério presbiteral, 43.539 missas.
Dom Tito se destacou pela elaboração das Cartas Dominicais destinadas às Comunidades Eclesiais.
Escreveu no Jornal A Notícia, de Joinville, mais de 700 artigos. Mensalmente, tinha sua coluna no Jornal “A Diocese”. Colaborou no Jornal de Santa Catarina e no Diário Catarinense.
Teve programas nas Rádios Mirador e Difusora de Rio do Sul. Publicou três livros: “Minha Família”, onde descreve a história de sua própria família; “Uma vez era diferente”, onde descreve questões teológicas, práticas da Igreja, levando o leitor a contrapor o presente com a história passada; “Seguindo uma Estrela”.
A pedido do Conselho Presbiteral, publicou, em linguagem popular e de forma reduzida, a Exortação Apostólica do Papa João Paulo II, “A Igreja na América”.
Em 1996, solicita ao Papa João Paulo II a nomeação de um Bispo Coadjutor, o que foi concedido em 29 de julho de 1998.
A partir do dia 01 de setembro de 2000, torna-se Bispo Emérito da Diocese de Rio do Sul.
Em 03 de abril de 2012, Dom Tito sofreu um enfarto. Era quarta-feira da Semana Santa de 2012. Comunicava-se com o Bispo Diocesano Dom Augustinho Petry, dizendo: hoje, pela primeira vez como Bispo, não posso participar do cerimonial litúrgico na Catedral Diocesana. Era a Missa de Bênção dos Santos Óleos. Daquele dia em diante, Dom Tito não teve mais recuperação satisfatória. Mesmo assim, procurava participar daquelas atividades que o seu físico permitia. Dia 12 abril de 2013, sofre um segundo enfarto. Dia 14 de abril, sofreu duas paradas cardíacas.
Durante esse tempo, Dom Tito manteve-se sereno, tranquilo, calmo, falante quando consciente, como se nada estivesse acontecendo com ele. A respeito do “Creio”, afirmava: Apenas duas verdades continuam importantes para mim: “Creio na ressurreição da carne” e “Creio na Vida Eterna”.
Dom Tito Buss partiu para a Casa do Pai no dia 30 de abril de 2013, às 21h45min. Faleceu aos 87 anos de idade, de falência múltipla de órgãos, na UTI do Hospital Regional de Rio do Sul. Seus restos mortais repousam na Catedral São João Batista, em Rio do Sul.

## Ordenações
Dom Tito foi ordenante principal da ordenação presbiterial de:
- Dom Wilson Tadeu Jönck, S.C.I. (1977)
- Dom José Valmor César Teixeira, S.D.B. (1979)
- Dom Severino Clasen, O.F.M. (1982)

Dom Tito foi concelebrante da ordenação episcopal de:
- Dom José Afonso Ribeiro, T.O.R. (1979)
- Dom Antônio Possamai, S.D.B. (1983)
- Dom Vito Schlickmann (1995)
- Dom Wilson Tadeu Jönck, S.C.I. (2003)
- Dom Severino Clasen, O.F.M. (2005)